# Rørvik
Rørvik is  een stad in de Noorse gemeente Nærøysund, provincie Trøndelag. Rørvik telt 4250 inwoners (2023) en heeft een oppervlakte van 1,73 km².
Zoals zovele plaatsen langs de Hurtigruten, groeide Rørvik wanneer de zeilschepen verdwenen en er permanente scheepsroutes ontstonden langs de Noorse kust. In 1862 besliste men dat Rørvik aanlegplaats zou worden voor de schepen die de kustroute bevoeren. Alhoewel er op dat moment slechts vier landeigenaars waren, werd dit voldoende geoordeeld om voor onderdak te dienen voor wie per boot reisde.